# 18162 Denlea
18162 Denlea (2000 PX15) là một tiểu hành tinh vành đai chính được phát hiện ngày 1 tháng 8 năm 2000 bởi Nhóm nghiên cứu tiểu hành tinh gần Trái Đất phòng thí nghiệm Lincoln ở Socorro.